# 팀 하워드
티머시 매슈 "팀" 하워드(영어: Timothy Matthew "Tim" Howard, 1979년 3월 6일, 미국 노스브런즈윅타운십 ~ )는 미국의 전 축구 선수로 과거 포지션은 골키퍼였으며 아버지는 아프리카계 미국인, 어머니는 헝가리인이다.

## 선수 시절

### 클럽
1997년 노스 저지 임페리얼즈에서 데뷔한 후 이듬해인 1998년 메스토스타즈로 이적하여 2003년까지 공식전 93경기를 소화하며 2000년 MLS컵 4강, 2000년 US 오픈컵 4강, 2003년 US 오픈컵 준우승 등에 일조했다.
그 후 2003 시즌 종료 후 잉글랜드 프리미어리그의 강호 맨체스터 유나이티드로 이적하여 2006-07 시즌 중반까지 공식전 77경기를 소화하면서 2003년 FA 커뮤니티 실드 우승, 2003-04 잉글랜드 FA컵 우승, 2004-05 FA컵 준우승, 2005-06 EFL컵 우승, 프리미어리그 2005-06 준우승 등을 경험했다.
그러나 2004년 3월 FC 포르투와의 2003-04년 UEFA 챔피언스리그 16강 2차전에서 어설픈 볼처리로 팀의 탈락을 자초하면서 결국 이를 계기로 슬럼프에 빠졌고 설상가상으로 2005년 에드빈 판 데르 사르가 풀럼 FC에서 이적한 후에는 주로 2군에만 머무르는 등 맨유에서의 적응 실패로 2006년 7월 4일 리버풀 FC의 연고 라이벌인 에버턴 FC로 임대 이적했다.
에버턴으로 임대 이적 후 공식전 38경기를 소화하며 기나긴 슬럼프에서 벗어나 화려한 부활을 알렸고 이후 완전 이적하여 2007-08 시즌부터 2015-16 시즌까지 에버턴의 주전 골키퍼로 공식전 376경기를 소화하며 2007-08 EFL컵 4강, 2008-09 FA컵 준우승, 2011-12 FA컵 4강, 2014-15년 UEFA 유로파리그 16강, 2015-16 FA컵 4강, 2015-16 EFL컵 4강 등의 성과를 거두었다.
특히 2012년 1월 볼턴 원더러스와의 리그 경기에서 자신의 페널티 진영에서 걷어찬 볼이 무려 91m를 날아가 상대 페널티 지역 부근에서 크게 바운딩되더니 그대로 득점으로 연결되면서 종전 대한민국 대표팀 출신 골키퍼 정성룡이 갖고 있던 코트디부아르와의 친선전에서 나온 거리 85m 득점 기록을 깨고 이 부문 기네스북 신기록을 세웠으나 이 기록은 1년 후인 2013년 11월 3일 사우샘프턴 FC와의 리그 경기에서 91.9m를 작성한 스토크 시티의 골키퍼 아스미르 베고비치에 의해 또 다시 경신되었다.
그리고 노리치 시티와의 프리미어리그 2015-16 최종전에서 클린시트를 기록하며 프리미어리그에서의 마지막 경기를 멋지게 장식했고 최종전을 마친 뒤 구디슨 파크의 골대에 입을 맞추며 에버턴과의 10시즌간의 아름다운 동행을 마무리했다.
10시즌간의 에버턴에서의 동행을 마치고 2016년 3월 20일 콜로라도 래피즈 이적을 통해 13년만의 MLS로의 화려한 복귀를 알렸고 이후 2019년까지 공식전 103경기에 출전한 뒤 2019 시즌을 마치고 은퇴를 선언했다가 번복하고 2020년 3월 5일 USL 챔피언십의 신생팀 멤피스 901로 이적하여 리그 4경기에만 출전한 뒤 프로 공식전 통산 698경기 1골의 기록을 남긴 채 23년간 정들었던 그라운드와 작별을 고했다.

### 국가대표팀
1999년 미국 청소년 대표팀에서 7경기(U-20 3경기, U-23 4경기)를 소화하며 미국 U-23 대표팀의 1999년 팬아메리칸 게임 동메달 획득에 일조했고 이듬해에 열린 2000년 하계 올림픽에선 브래드 프리델 백업으로 참가하여 팀의 4강 진출에 힘을 보탠 뒤 2002년 3월 10일 에콰도르와의 친선전에서 미국 A대표팀에서의 국제 A매치 데뷔전을 가졌다.
이후 2017년까지 A매치 통산 121경기에 출전하며 CONCACAF 골드컵 2회 우승(2007, 2017) 및 1회 준우승(2011), 2009년 FIFA 컨페더레이션스컵 준우승, 2010년 FIFA 월드컵 16강, 2014년 FIFA 월드컵 16강, 2016년 코파 아메리카 센테나리오 4강 진출에 기여하는 등 15년간 미국 대표팀의 골문을 든든히 지켜냈다.
그리고 2014년 6월 7일에는 나이지리아와의 평가전에서 A매치 100번째 경기에 출전하며 센추리클럽에 가입했고 이후 벨기에와의 2014년 FIFA 월드컵 16강전에서는 비록 팀은 1-2로 석패하며 12년만의 월드컵 8강 진출이 좌절되긴 했지만 상대팀의 공격을 무려 16차례 막아내며 월드컵 역사상 단일 경기 최다 세이브 기록을 경신한 것도 모자라 평점에서도 10점 만점을 받으며 잉글랜드와의 2010년 FIFA 월드컵 C조 조별리그 1차전, 포르투갈과의 2014년 FIFA 월드컵 G조 조별리그 2차전에 이어 개인 통산 3번째 월드컵 맨 오브 더 매치에 선정되는 기염을 토했다.

## 경력
- 1999년 FIFA 세계 청소년 축구 선수권 대회 국가대표
- 2000년 하계 올림픽 남자 축구 국가대표
- 2003년 FIFA 컨페더레이션스컵 국가대표
- 2006년 FIFA 월드컵 국가대표
- 2007년 CONCACAF 골드컵 국가대표
- 2009년 FIFA 컨페더레이션스컵 국가대표
- 2010년 FIFA 월드컵 국가대표
- 2011년 CONCACAF 골드컵 국가대표
- 2014년 FIFA 월드컵 국가대표
- 코파 아메리카 센테나리오 국가대표
- 2017년 CONCACAF 골드컵 국가대표

## 수상

### 클럽
뉴욕 레드불스
- MLS컵 : 4강 (2000)
- US 오픈컵 : 준우승 (2003), 4강 (2000)

 맨체스터 유나이티드
- 프리미어리그 : 준우승 (2005-06), 3위 (2003-04, 2004-05)
- 잉글랜드 FA컵 : 우승 (2003-04), 준우승 (2005-06)
- EFL컵 : 우승 (2005-06)
- FA 커뮤니티 실드 : 우승 (2003)

 에버턴 FC
- 잉글랜드 FA컵 : 준우승 (2008-09), 4강 (2011-12, 2015-16)
- EFL컵 : 4강 (2007-08, 2015-16)

### 국가대표팀
미국 U-23
- 팬아메리칸 게임 : 동메달 (1999)
- 하계 올림픽 : 4위 (2000)

 미국
- CONCACAF 골드컵 : 우승 (2007, 2017), 준우승 (2011)
- FIFA 컨페더레이션스컵 : 준우승 (2009)
- 코파 아메리카 : 4위 (2016)

### 개인
- PFA 올해의 팀: 2004
- 미국 올해의 선수상 : 2008
- FIFA 컨페더레이션스컵 골든 글러브 : 2009
- 2010년 FIFA 월드컵 맨 오브 더 매치 : vs. 잉글랜드 (조별리그)
- 2014년 FIFA 월드컵 맨 오브 더 매치 : vs. 포르투갈 (조별리그), vs. 벨기에 (16강전)

## 같이 보기
- A매치 100경기 이상 출전한 축구 선수 명단